# ASPTT Nantes Voile
L'ASPTT Nantes Voile était une section de l'ASPTT Nantes affiliée à la Fédération française de voile. Ce club sportif disposait d'une base nautique à Sucé-sur-Erdre.

## Historique
La section voile a été créée en 1966.
La fusion-absorption avec le Club Nautique Caisse D'action Sociale de Nantes (CNCAS), a eu lieu en 2010.
La commune de Sucé-sur-Erdre est devenue propriétaire de la base de Mazerolles en 2011. La section a été fermée fin 2015, et la gestion de la base nautique a été confiée au CVAN. Depuis septembre 2018 la base nautique est gérée par le Club Nautique de Mazerolles

### Palmarès
- Julien Bontemps, champion du Monde, d'Europe, et vice-champion Olympique en voile RS:X et Mistral, multiple champion de France notamment en RS:X (2 années consécutives en 2009 et 2010)
- Pierre Leboucher, 2e de la Coupe du monde de 470 en 2010, 3e en 2011, et ce avec Vincent Garos au trapèze.
- Jean-François et Gwenaël Berthet, vice-champions du Monde en voile 470 en 1993

## Activités sportives
Le club a de nombreuses activités allant de l'initiation grâce à la voile scolaire jusqu'au sport de haut niveau, en passant par la pratique loisir.

### Base Nautique - Navigation loisir
Le club met du matériel nautique à disposition de ses adhérents :
- planche à voile ;
- 420 ;
- laser ;
- catamaran.

### École de voile - Stages
Le club propose des stages d'initiation ou de perfectionnement les week-ends ou en semaine pendant les vacances scolaires.

### École de sport - Participation aux compétitions
Le club entraîne les coureurs, délivre des licences, assure le suivi de certaines compétitions.

### Formation de moniteurs de voile
Le club assure la formation théorique et pédagogique du monitorat fédéral de voile.

### Formation aux permis mer côtier et eaux intérieures
Le club organise des formations préparatoires aux permis mer côtier et eaux intérieures.

### Organisation de compétitions
Le club organise des compétitions de niveau départemental au niveau inter-régional.